# Werner I. (Präfekt des Ostlandes)
Werner I. (Warnharius) (* um 760/65; † 814 in Pfalz Aachen) soll der Stiftergruppe um die Klöster Hornbach und Mettlach (Saar) entstammen. Er war Mitbesitzer von Hornbach und Stammvater oder Seitenverwandter der Salier (Stammliste der Salier).
Werner war Graf, königlicher Sendbote und Präfekt des bairischen Ostlandes von Karl dem Großen. Die Gründung des Awarischen Fürstentums im Jahr 805, dem er als Präfekt vorstand, dürfte in die Amtszeit Werners fallen.
Er hatte Besitz im Lobdengau, Oberrheingau und im Wormsgau. Folgende Schenkungen an das Kloster Lorsch sind aus dem Lorscher Codex bekannt:
- Urkunde 801 vom 2. April 767 in Dielheim bei Wiesloch, Heidelberg (Lobdengau)
- Urkunde 214 vom 18. Mai 785 in Pfungstadt bei Darmstadt (Oberrheingau)
- Urkunde 472 vom 8. Juli 792 in Ilvesheim bei Mannheim und Neuenheim bei Heidelberg (Lobdengau)
- Urkunde 1003 vom 21. Oktober 812 in Rheindürkheim bei Worms (Wormsgau)

Seine Gattin hieß Engiltrut und war die Tochter von Graf Eberhard (Sieghardinger) und Adeltrut, die viermal Ibersheimer Güter dem Kloster Lorsch schenkte:
- Urkunde 1403 vom 1. Juni 770, ein Weinberg
- Urkunde 1489 von 770/771, zwei Weinberge und einen Morgen Land
- Urkunde 1478 vom 12. Juni 772, fünf Rebpflanzungen
- Urkunde 1488 vom 8. Juni 778, drei Weinberge

Werner I. und Engiltrut hatten die Kinder: Herard, Willigard, Werner II. und Nanther.
Nach dem Tode von Karl dem Großen wurde Werner I. mit seinem Neffen Lantpert nach Aachen vorausgeschickt, um die Kaiserpfalz für Ludwig den Frommen von unlauteren Elementen zu säubern. Es kam zu einer blutigen Auseinandersetzung, in deren Verlauf Werner getötet/erschlagen wurde.

## Belege
1. 1 2
2. ↑  Herwig Wolfram: Salzburg, Bayern, Österreich. Die Conversio Bagoarium et Carantanorum und die Quellen ihrer Zeit, Verlag Oldenbourg, Wien/München 1996.
3. ↑  Minst, Karl Josef [Übers.]: Lorscher Codex. In: Heidelberger historische Bestände – digital. Universitätsbibliothek Heidelberg, abgerufen am 15. Januar 2018.
4. ↑  https://www.manfred-hiebl.de/genealogie-mittelalter/salier_2/werner_1_praefekt_des_ostlandes_814_widone/werner_1_praefekt_des_ostlandes_+_814.html
5. ↑  Anton Doll: Das Pirminskloster Hornbach, in: Archiv für mittelrheinische Kirchengeschichte, Speyer 1953, ab S. 121

| Personendaten    | Personendaten         |
| ---------------- | --------------------- |
| NAME             | Werner I.             |
| ALTERNATIVNAMEN  | Warnharius            |
| KURZBESCHREIBUNG | Präfekt des Ostlandes |
| GEBURTSDATUM     | um 760 oder 765       |
| STERBEDATUM      | 814                   |
| STERBEORT        | Pfalz Aachen          |